# Paul Boudet (bibliothécaire)
Pour les articles homonymes, voir Paul Boudet et Boudet.
Paul Boudet est un administrateur et bibliothécaire français, en poste en Indochine, né à Mende le 18 juillet 1888 et mort à Paris le 11 novembre 1948.

## Parcours
Bien que sa thèse de l’École nationale des chartes (1914) porte sur Le Chapitre de Saint-Dié, en Lorraine, des origines au XVIe siècle, Paul Boudet fait toute sa carrière en Indochine.
Au sortir de l'École des chartes (1914), il est nommé aux archives hospitalières de Dijon puis à la bibliothèque de Rouen. Il arrive à Hanoï en mars 1917, comme pensionnaire de l’École française d'Extrême-Orient, chargé de mission pour classer des archives. Il abandonne cependant ce statut dès la fin de 1917 afin de créer, sur proposition du gouverneur Albert Sarraut le service d'archives et de bibliothèque qui deviendra plus tard la bibliothèque nationale du Viêt Nam. Il demeure à ce poste jusqu’en 1947, à la veille de sa mort.
Paul Boudet se livre alors à un travail considérable afin de mettre en place et de faire fonctionner un service dans des conditions difficiles. Il commence par recruter des cadres locaux puis obtient l'arrivée de quatre chartistes, encadrant archivistes et bibliothécaires indochinois spécialement formés. En 1927, Boudet organise un cours annuel de formation de secrétaires-archivistes et de bibliothécaires.
Il construit et modernise des bâtiments destinés à accueillir ces nouveaux services. Il installe la nouvelle Bibliothèque centrale de l'Indochine à Hanoï, dans l'ancien palais du vice-roi du Tonkin, qu'il agrandit et modernise. Il y adjoint une bibliothèque de prêt afin que bibliothèque de recherche (très utilisée par les étudiants locaux) et bibliothèque de lecture publique (y compris pour les enfants, avec possibilité de prêt à domicile) se répondent. Il crée même un système de bibliobus qui sillonnent la Cochinchine depuis Saïgon.
Il construit également des bibliothèques dans les deux autres provinces de Cochinchine (Saïgon) et du Cambodge (Phnom Penh). Les archives sont organisées de la même manière avec des dépôts dans les trois principales villes d'Indochine. Au lieu d’acclimater en Indochine des pratiques françaises, il tente de s’adapter au climat et aux conditions locales. Les bâtiments sont conçus afin de faciliter la circulation naturelle de l’air, de ne pas créer de microclimat. Les rayonnages sont spécialement réalisés dans un bois très dur, ce qui évite que des insectes ne viennent s’y loger et détériorent ouvrages et documents. 
À Hanoï, à Saïgon et à Phnom Penh, un chef de service dirige l'ensemble archives-bibliothèques, sous l'autorité de Paul Boudet. Simone de Saint-Exupéry dirige ainsi le centre de Hanoï de 1931 à 1955. En 1939, Boudet fonde un quatrième centre, à Hué, confié à Ngo Dinh Nhu.
Paul Boudet forme également le dépôt légal pour les livres publiés en Indochine. Il rédige des catalogues et s'occupe de la Bibliographie de l'Indochine, contribuant ainsi à faciliter l'accès aux ouvrages conservés.
Parallèlement à son activité d’administrateur, Paul Boudet se livre à des recherches sur les civilisations indochinoises. Il est professeur d'histoire et de géographie à l'École de droit et pédagogie de Hanoï puis d'histoire d'Annam à la faculté de droit (1929-1945) et devient un temps directeur de la revue Extrême-Asie. Il dirige la Société de géographie d'Hanoï et est l’auteur de nombreux articles scientifiques. Enfin, il est l'un des premiers à s'intéresser à l'artisanat local du papier, étudiant les plantes utilisées et encourageant la production des artisans locaux.

## Œuvres
- Bibliographie de l’Indochine française, 1913-1926, 1927-1929, 1930, 1931-1935, Hanoï, 1929-1943 (avec Rémi Bourgeois)
- Iconographie historique de l’Indochine française, Paris, G. van Oest, 1931. (avec André Masson),
- Manuel de l'archiviste : instructions pour l'organisation et le classement des Archives de l'Indochine, Hanoï : Direction des Archives et des bibliothèques, 1934

## Sources
- Simone de Saint-Exupéry, « Paul Boudet (1889-1948) » dans BSEI[Quoi ?], no 23/3-4, 1948, p. 135-138.
- DBF, col. 1255-1256